# Розвань, Евгений Георгиевич
Евгений Георгиевич Розвань (Енё Розвань, венг. Rozvány Jenő, рум. Eugen Rozvan; 28 декабря 1878, Надьсалонта, Австро-Венгрия — 16 июня 1938, Москва) — румынский революционер венгерского происхождения, адвокат, историк.

## Биография
Работал помощником адвоката в Надьсалонте. За разъяснение рабочим их трудовых прав был арестован на 20 дней. До Первой мировой войны вступил в социал-демократическую партию, впоследствии стал членом ЦК Социалистической, а затем Коммунистической партии Румынии. После присоединения Трансильвании к Румынии был избран депутатом румынского парламента. С началом репрессий коммунистов в Бухаресте был арестован; о нём неоднократно писали в «Правде».
Совершив побег из тюрьмы, эмигрировал в СССР. Работал старшим научным сотрудником Института мирового хозяйства и политики в Москве, директором которого был Енё Варга.
16 декабря 1937 года был арестован; виновным себя не признал. По обвинению в шпионаже в пользу Румынии Комиссией НКВД и Прокуратуры СССР 20 мая 1938 года приговорён к расстрелу. Расстрелян на Бутовском полигоне 16 июня 1938 года.
Реабилитирован 25 августа 1956 года за отсутствием состава преступления.